# 貓兒干社
貓兒干社（basjekan、badsikan）；，又寫為茅干社、麻芝干社，是臺灣原住民平埔族中洪雅族的一個社，社址位於今雲林縣崙背鄉豐榮村，當地傳統地名仍然稱為貓兒干，社地範圍包括今崙背鄉與麥寮鄉一帶。
清康熙年間，該社社地逐漸贌給漢人開墾，《康熙臺灣輿圖》（約1699年－1704年間繪製）時稱為茅干社。